# Baccha shirakii
Baccha shirakii är en tvåvingeart som beskrevs av Violovitsh 1976. Baccha shirakii ingår i släktet nålblomflugor, och familjen blomflugor. Inga underarter finns listade i Catalogue of Life.